# 古谷専三
古谷 専三（ふるや せんぞう、1894年7月27日 - 1991年9月6日）は、日本の英文学者。
神奈川県出身。旧制厚木中学校卒、教員検定試験合格、早稲田大学中退、日本大学文理学部卒、小学校・中学校教員、私塾経営をへて1942年日本大学助教授、教授、1959年「Studies in George Eliot’s realism」で日大文学博士。64年定年、1966年帝京大学文学部教授、文学部長。三男は英文学者の古谷三郎。ジョージ・エリオットが専門。

## 著書
- 『高等英文解釈』正続　山海堂 1949-50
- 『古谷メソッドによる初級英語入門』山海堂 1950
- 『英語の徹底的研究 基礎篇』績文堂出版 1951
- 『英文解釈』績文堂出版 1957
- 『ジョージ・エリオット研究』吾妻書房 1966
- 『文学・わが放談 随想集』新生社 1966
- 『ジョージ・エリオット論考』千城 1976
- 『英語のくわしい研究法』たかち出版 1979
- 『英語のやさしい入門の本』たかち出版 1980
- 『英文の分析的考え方18講 英文解釈「古谷メソッド」完結編』たかち出版 1982

翻訳
- 『ジョージエリオット名作集 アダムビード物語』たかち出版 1987

## 論文
- <古谷専三